# Window of Opportunity (Zvezdna vrata SG-1)
Window of Opportunity je naslov epizode znanstveno-fantastične serije Zvezdna vrata, v kateri SG-1 odide na planet kjer so nekoč prebivali Ancienti, vendar je sedaj zapuščen. Na planetu najdejo neznano napravo, ki jo proučuje znanstvenik z neznanega planeta. Gre za napravo za zaustavljanje časa, znanstvenik pa jo vključi, še preden ekipa SG-1 izve čemu služi. Jack in Teal'c ga sicer pred tem skušata ustaviti vendar sta prepozna. Takoj po vklopu naprave se začne Jacku in Teal'c-u ponavljati dan pred misijo, nihče drug pa se ne spomni ničesar od prej. 